# 11664 Kashiwagi
11664 Kashiwagi eller 1997 GX24 är en asteroid i huvudbältet som upptäcktes den 4 april 1997 av de båda japanska astronomerna Kazuro Watanabe och Kin Endate vid Kitami-observatoriet. Den är uppkallad efter Shuji Kashiwagi.
Asteroiden har en diameter på ungefär 12 kilometer och den tillhör asteroidgruppen Themis.